# Serie A (Eishockey) 1936
Die Saison 1936 war die zehnte Spielzeit der Serie A, der höchsten italienischen Eishockeyspielklasse. Meister wurde zum insgesamt zweiten Mal in der Vereinsgeschichte der HC Diavoli Rossoneri Milano.

## Finale
| 17. März 1936 | HC Diavoli Rossoneri Milano Luigi Zucchini (46.) | 1:0 (0:0, 0:0, 1:0) | Hockey Club Milano | Mailand |

## Meistermannschaft
Egidio Bruciamonti – Ignazio Dionisi – Augusto Gerosa – Mario Maiocchi – Aldo Marazza – Gianni Scotti – Decio Trovati – Luigi Zucchini – Mario Zucchini